# Schackfyran
Schackfyran är en rikstäckande schacktävling som arrangeras av Sveriges Schackförbund sedan 1993. Tävlingen, som är världens största schacktävling för ungdomar, riktar sig till elever i grundskolans årskurs fyra.  Man tävlar klassvis, och ju fler som är med och spelar desto mer poäng får klassen. Ett antal distriktstävlingar spelas först runt om i landet, och de bäst placerade får sedan spela i riksfinalen. 
År 2023 spelades två riksfinaler. Börje skola från Uppsala vann i Uppsala och Frillesåsskolan från Kungsbacka blev segrare Helsingborg.